# Johann Hermann von Riedesel
Johann Hermann von Riedesel (né le 10 novembre 1740 à Höllrich en Bavière dans le Saint-Empire romain germanique et mort le 20 septembre 1784 à Vienne, Saint-Empire romain germanique), baron d'Eisenbach et Altenbourg, est un diplomate, voyageur et écrivain allemand du XVIIIe siècle.

## Biographie
Johann Hermann von Riedesel naît le 10 novembre 1740 à Höllrich, aujourd'hui partie de Karsbach de l'arrondissement de Main-Spessart, en Bavière.
Il est membre de l'Ordre des Illuminés de Bavière sous le nom de Ptolemäus Lagus.
Riedesel meurt le 20 septembre 1784 à Vienne, capitale du Saint-Empire romain germanique.

## Œuvres

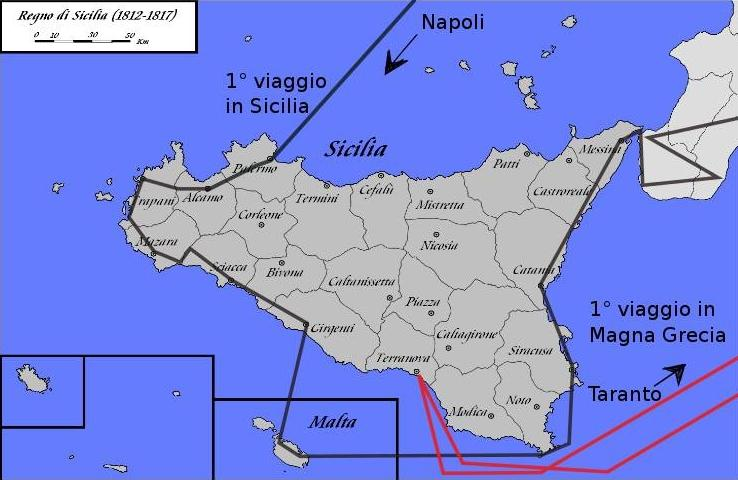
Itinéraire de von Riedesel en Sicile.

- (de) Reise durch Sizilien und Großgriechenland, 1771
  - Traduit en français : Remarques d'un voyageur moderne au Levant, 1773
    - Autre titre : Voyages en Sicile, dans la Grande Grèce et au Levant, 1802[2]

  - Traduit en anglais : (en) Travels through Sicily and that part of Italy formerly called Magna Græcia And a tour through Egypt, with an accurate description of its cities, and the modern state of the country, 1773
  - Traduit en italien : (it) Viaggio in Sicilia del Signore Barone Di Riedesel, 1821[3]